# Weifaer Höhe
Weifaer Höhe (hornolužickosrbsky Motydłowska wyšina, česky doslovně Weifská výšina) je vrch o nadmořské výšce 504 m nacházející se na území obce Steinigtwolmsdorf (místní část Weifa) v zemském okrese Budyšín v Sasku.

## Charakteristika
Vrch leží v německé části Šluknovské pahorkatiny (Lausitzer Bergland) a její mesogeochoře Severní hornolužická vrchovina (Nördliches Oberlausitzer Bergland). Se svou nadmořskou výškou 504 m je 29. nejvyšším vrchem Šluknovské pahorkatiny. Geologické podloží tvoří dvojslídý hybridní granodiorit, který narušují žíly doleritu. Půdní pokryv představuje podzolová kambizem, kterou na severním svahu doplňuje pseudoglej. Na jihovýchodním svahu pramení potok Waldwasser, který náleží k povodí Sprévy, a na severním svahu bezejmenná vodoteč náležející k povodí Wesenitz. Celý vrch tak náleží k povodí Labe a k úmoří Severního moře. Jižní až západní svahy pokrývají zemědělské plochy, zbytek vrchu je zalesněný smíšeným lesem. Vrch leží v chráněné krajinné oblasti Oberlausitzer Bergland.
K vrcholu vedou dvě zelené (pruh a puntík) a jedna červená turistická trasa. Ve vrcholové části stojí bývalá výletní restaurace Schurigbaude. Vrch poskytuje výhled jižním směrem.